# Margem da Água
Margem da Água (em língua chinesa: 水滸傳; pinyin: Shuǐhǔ Zhuàn), também traduzido como Foras da lei do pântano, Conto dos pântanos, Homens dos pântanos e Os pântanos do monte Liang, é um romance histórico chinês do século XIV atribuído a Shi Nai'an. É considerado um dos Quatro Grandes Romances Clássicos da literatura chinesa, escrito em modalidade vernacular em vez de chinês clássico.
O enredo, retratado durante a dinastia Sung, narra como um grupo de 108 foras da lei no monte Liang (ou pântano Liangshan) forma um exército antes de receber anistia pelo governo e ser mandado em campanhas de resistência contra invasores estrangeiros e operações de combate a forças rebeldes. A obra introduziu, a seus leitores, muitos dos mais conhecidos personagens da literatura nacional chinesa, como Wu Song, Lin Chong e Lu Zhishen.

## Contexto histórico
"Margem da água" foi baseado nas façanhas do fora da lei Song Jiang e seus 36 companheiros. O grupo atuou na região de Huainan e se rendeu ao governo Song em 1121. O grupo foi registrado no texto histórico "História de Song". O nome de Song Jiang também apareceu na biografia do imperador Huizong, que relatouː

O fora da lei Song Jiang de Huainan e outros atacaram o exército em Huaiyang. (O imperador) enviou generais para atacá-los e prendê-los. (Os foras da lei) invadiram o leste da capital (Kaifeng), Hebei, e entraram no território de Chu (atualmente, Hubei e Hunan) e Haizhou (atualmente, Jiangsu). O prefeito Zhang Shuye foi enviado para pacificá-los.
A biografia de Zhang Shuye também descreveu as atividades de Song Jiang e seus companheiros, bem como sua derrota perante as forças de Zhang. 
Histórias populares sobre Song Jiang circularam durante a dinastia Song do Sul. A primeira fonte a mencionar os 36 companheiros de Song Jiang foi "Observações miscelânicas do ano de Guixin (癸辛雜識)", de Zhou Mi, do século XIII. Entre os 36, estavam Lu Junyi, Guan Sheng, Ruan Xiao'er, Ruan Xiaowu, Ruan Xiaoqi, Liu Tang, Hua Rong e Wu Yong. Alguns personagens que, posteriormente, ficariam associados a Song Jiang também apareceram nesse período, como Sun Li, Yang Zhi, Lin Chong, Lu Zhishen e Wu Song. 
Um memorial palaciano de Hou Meng faz parte dos registros de "História de Song". Ele dizː

Song Jiang e outros 36 atravessaram Qi e Wei (a faixa central da Planície do Norte da China) livremente. Os soldados do governo chegam a dezenas de milhares mas ninguém se atreve a enfrentá-lo. Suas habilidades devem ser extraordinárias. Já que também enfrentamos pilhagens de Fang La e seus foras da lei de Qingxi, por que não conceder anistia a Song Jiang e seus homens e deixá-los liderar a campanha contra Fang La para se redimirem?
Um precursor direto de "Margem da água" foi "Velhos incidentes no período de Xuanhe da grande dinastia Song" (大宋宣和遺事), que apareceu por volta de meados do século XIII. O texto é uma versão escrita da tradição oral, supostamente baseada em eventos históricos. É dividido em dez capítulos, que cobrem a história da dinastia Song do século XI ao estabelecimento da dinastia Song do Sul em 1127. O quarto capítulo cobre as aventuras de Song Jiang e seus 36 companheiros e sua eventual derrota pelas mãos de Zhang Shuye. Algumas das mais conhecidas histórias e personagens de "Margem da água" são claramente visíveis, como "Yang Zhi vende seu precioso sabre", "Roubando o comboio de presentes de casamento", "Song Jiang mata Yan Poxi", "Combatendo Fang La", entre outros. Menciona-se que Song Jiang e seus companheiros atuavam nas montanhas Taihang.  
Histórias sobre os foras da lei se tornaram um assunto popular nos dramas da dinastia Yuan. Durante essa época, o material que serviu de base para "Margem da água" se transformou naquilo que é atualmente. O número de foras da lei aumentou para 108. Embora eles fossem de diferentes origens (acadêmicos, pescadores, instrutores militares imperiais etc.), todos eles finalmente ocuparam o monte Liang (ou pântano Liangshan). Existe uma teoria de que "Margem da água" se tornou popular durante a dinastia Yuan porque as pessoas comuns (principalmente hanes) se ressentiam do domínio mongol. A rebelião dos foras da lei era considerada "segura" para ser promovida porque era considerada uma reflexão negativa da dinastia Song que havia caído. Ao mesmo tempo, era considerada uma chamada às armas da população contra a corrupção. O imperador Chongzhen da dinastia Ming, a conselho de seus ministros, baniu o livro a fim de evitar revoltas.
A novela, louvada como uma pioneira obra-prima em literatura vernácula, é renomada por sua maestria e controle do tom e estado de espírito. Também é famosa por sua linguagem vívida, atrevida e bem-humorada. Entretanto, foi denunciada como obscena por vários críticos desde a dinastia Ming.

Esses casos de sedução são os mais difíceis de todos. Existem cinco condições que devem ser cumpridas antes que você possa ser bem-sucedido. Primeiroː você deve ser bonito como Pan An. Segundoː você precisa ter uma ferramenta tão grande como a de um jumento. Terceiroː você precisa ser tão rico como Deng Tong. Quartoː você precisa ser tão tolerante como uma agulha que passeia pelo tecido de algodão. Quintoː você precisa gastar tempo. Você será bem-sucedido somente se cumprir essas cinco condições.
Francamente, creio que eu as cumpro. Primeiroː ainda que esteja longe de Pan An, acho que posso me arranjar. Segundoː tenho um grande pênis desde a minha infância.— Trecho da novela.

## Sinopse
O episódio de abertura da novela é a libertação dos 108 espíritos, que estavam aprisionados debaixo de uma tartaruga com estela. 
O capítulo seguinte descreve a ascensão de Gao Qiu, um dos primeiros antagonistas da história. Gao abusa de sua posição como "grande marechal" e oprime Wang Jin; o pai de Wang havia ensinado uma dura lição a Gao quando este ainda era um rufião das ruas. Wang Jin foge da capital com sua mãe e, por acaso, encontra Shi Jin, que se torna seu aprendiz. Os capítulos seguintes contam a história de Lu Zhishen, um amigo de Shi Jin. Em seguida, é contada a história de Lin Chong, o irmão jurado de Lu. Lin Chong é perseguido por Gao Qiu por ter tentado assassiná-lo, e quase morre num incêndio em um depósito provocado pelos agentes de Gao. Ele mata seus inimigos e abandona o depósito, conseguindo chegar até o pântano Liangshan, onde se transforma num fora da lei. Enquanto isso, os Sete Originais, liderados por Chao Gai, roubam um comboio de presentes de casamento para o tutor imperial Cai Jing, outro antagonista da novela. Eles fogem para o pântano Liangshan depois de derrotar um grupo de soldados enviados pelas autoridades para prendê-los. Lá, eles se juntam aos foras da lei locais e todos passam a ser liderados por Chao Gai. Conforme a história prossegue, mais pessoas se juntam aos foras da lei, inclusive militares e funcionários civis cansados de servir o governo corrupto, bem como homens com habilidades especiais. Nos capítulos seguintes, histórias separadas dos foras da lei são contadas em seções especiais. Existem vagas conexões entre os personagens, mas as histórias individuais se juntam no capítulo 60, quando Song Jiang sucede a Chao Gai como líder do bando depois que Chao é morto num ataque à fortaleza da família Zeng.  
São mostrados os conflitos entre os foras da lei e o governo Song depois da Grande Assembleia dos 108 foras da lei. Song Jian defende fazer as pazes com o governo Song em troca do perdão dos crimes do bando. Depois de derrotar o exército imperial numa grande batalha no pântano Liangshan, os foras da lei recebem a anistia do imperador Huizong. O imperador os recruta para formar um contingente militar e os envia em campanhas contra os invasores da dinastia Liao e contra forças rebeldes internas lideradas por Tian Hu, Wang Qing e Fang La. Embora os ex-foras da lei acabem sendo vitoriosos contra os rebeldes e os invasores da dinastia Liao, as campanhas também levam à trágica dissolução dos 108 heróis. Pelo menos 2/3 deles morrem em batalha; os restantes ou voltam à capital para serem homenageados pelo imperador e receber cargos no governo Song, ou fogem e se tornam pessoas comuns em um lugar qualquer. Song Jian é envenenado pelos "Quatro Ministros Traiçoeiros" (Gao Qiu, Yang Jian, Tong Guan e Cai Jing) e morre.

### Esboço dos capítulos
O seguinte esboço dos capítulos é baseado na edição de cem capítulos. A edição de 120 capítulos de Yang Dingjian inclui outras campanhas dos foras da lei em nome da dinastia Song, enquanto a edição de setenta capítulos de Jin Shengtan omite os capítulos com a aceitação da anistia pelos foras da lei e as campanhas subsequentes.
| Capítulo(s) | Principais eventos |
| ----------- | --- |
| 1           | O marechal Hong liberta os 108 espíritos |
| 2           | A ascensão de Gao Qiu |
| 2–3         | A história de Shi Jin |
| 3–7         | A história de Lu Zhishen |
| 7–12        | A história de Lin Chong |
| 12–13       | A história de Yang Zhi |
| 13–20       | O roubo dos presentes de casamento pelos "Sete Originais"                                                                                        |
| 20–22       | A história de Song Jiang |
| 23–32       | A história de Wu Song |
| 32–35       | A história de Hua Rong |
| 36–43       | Os encontros de Song Jiang em Jiangzhou |
| 44–47       | A história de Shi Xiu e Yang Xiong |
| 47–50       | Os três assaltos à vila da família Zhu |
| 51–52       | A história de Lei Heng e Zhu Tong |
| 53–55       | Os foras da lei atacam Gaotangzhou; a procura por Gongsun Sheng                                                                                  |
| 55–57       | O primeiro assalto imperial ao pântano Liangshan Marsh (liderado por Huyan Zhuo)                                                                 |
| 57–59       | Os foras da lei atacam Qingzhou; Huyan Zhuo deserta para Liangshan                                                                               |
| 59–60       | Os foras da lei liderados por Gongsun Sheng atacam o monte Mangdang                                                                              |
| 60          | O primeiro assalto dos foras da lei à vila da família Zeng; a morte de Chao Gai                                                                  |
| 60–67       | A história de Lu Junyi; os foras da lei atacam a prefeitura de Daming; o segundo assalto imperial ao pântano Liangshan (liderado por Guan Sheng) |
| 67          | Guan Sheng deserta para Liangshan; o terceiro assalto imperial ao pântano Liangshan (liderado por Shan Tinggui e Wei Dingguo)                    |
| 68          | O segundo assalto dos foras da lei à fortaleza da família Zeng;                                                                                  |
| 69–70       | Os foras da lei atacam as prefeituras de Dongping e Dongchang                                                                                    |
| 71–74       | A Grande Assembleia; a divertida e letal brincadeira de Li Kui                                                                                   |
| 75–78       | O imperador Huizong oferece anistia pela quinta vez; o quarto assalto imperial ao pântano Liangshan (liderado por Tong Guan)                     |
| 78–80       | O quinto assalto imperial ao pântano Liangshan (liderado por Gao Qiu)                                                                            |
| 81–82       | Os foras da lei ganham anistia |
| 83–89       | Os heróis de Liangshan atacam os invasores liaos                                                                                                 |
| 90–99       | Os heróis de Liangshan atacam Fang La |
| 100         | A trágica dissolução dos heróis de Liangshan |

A versão estendida inclui as expedições dos heróis de Liangshan contra os líderes rebeldes Tian Hu e Wang Qing antes da campanha contra Fang La. 
Outras histórias contam por exemplo a luta dos heróis contra a dinastia Jin (liderada pelos jurchens) ou a sua ida até o Sião.

## Traduções
"Margem da água" foi traduzido para vários idiomas. Foi traduzido para a língua manchu com o título Sui hū bithe. As traduções para a língua japonesa começaram no mais tardar em 1757, com a impressão do primeiro volume de Suikoden. Outras adaptações precoces foramː a de Takebe Ayakari, Honcho suikoden, "Margem da água japonês" (1773); Onna suikoden, "Margem da água das mulheres" (1783); e Chushingura suikoden, "Margem da água de Chushingura", de Santō Kyōden (1801).
Em 1805, Kyokutei Bakin lançou uma tradução de "Margem da água" ilustrada por Hokusai. O livro, intitulado Shinpen Suikogaden ("Nova edição ilustrada de Suikoden"), foi um sucesso durante o período Edo e desencadeou uma febre nacional Suikoden. 
Em 1827, o editor Kagaya Kichibei encarregou Utagawa Kuniyoshi de produzir uma série de xilogravuras ilustrando os 108 heróis de "Margem da água". As séries de 1827-1830, chamadas Tsuzoku Suikoden goketsu hyakuhachinin no hitori ("108 heróis de Margem da água"), catapultou Kuniyoshi à fama. Também criou uma febre por tatuagens multicoloridas que cobriam o corpo desde o pescoço até o meio das coxas.
Depois do grande sucesso comercial de Kuniyoshi, outros artistas de ukiyo-e foram encarregados de produzir xilogravuras dos heróis de "Margem da água", que começaram a ser mostrados como heróis japoneses mais do que como heróis chineses.
Entre essas séries, figuram os cinquenta desenhos de Yoshitoshi (1866–1867) em tamanho Chuban, mais escuros que os desenhos de Kuniyoshi e com a presença de estranhos monstros e fantasmas.
Pearl S. Buck foi uma das primeiras tradutoras da versão de setenta capítulos da obra para a língua inglesa. Intitulada All Men are Brothers e publicada em 1933, o livro foi bem recebido pelo público estadunidense. Entretanto, foi muito criticado por seus erros e imprecisões; um exemplo muito citado é a má tradução da alcunha de Lu Zhishen, "Monge florido", como "Pastor Hua". Em 1927, outra tradução integral surgiuː Water Margin, por J. H. Jackson, editada por Fang Lo-Tien. A tradução com setenta capítulos de Jackson, incluindo a introdução de uma página e meia e o prólogo de nove páginas de Shi Nai'an, continha aproximadamente 365 000 palavras.
Das traduções posteriores, Outlaws of the Marsh (1980), do acadêmico naturalizado chinês Sidney Shapiro, é considerada uma das melhores. Entretanto, por ter sido publicada durante a Revolução Cultural, recebeu pouca atenção na época. É uma tradução que combina a versão original de setenta capítulos com a versão original de cem capítulos. A mais recente tradução, intitulada The Marshes Of Mount Liang, de Alex e John Dent-Young, é uma tradução em cinco volumes da versão original em 120 capítulos.
Jacques Dars traduziu a obra para a língua francesa. Sua primeira publicação data de 1978.

## Influências e adaptações

### Literatura
Jin Ping Mei é uma novela erótica de 1610 escrita por Lanling Xiaoxiaosheng no final da dinastia Ming. A novela é baseada na história de Wu Song vingando seu irmão em "Margem da água", mas o foco são as relações sexuais de Ximen Qing com outras mulheres, incluindo Pan Jilian. Em "Margem da água", Ximen Qing é morto por Wu Song por ele ter matado o irmão de Wu Song, porém em Jing Ping Mei Ximen Qing é morto devido a uma dose excessiva de pílulas afrodisíacas.
Shuihu Houzhuan (水滸後傳), que pode ser traduzido como "A história depois de Margem da Água", é uma novela escrita por Chen Chen (陳忱) na dinastia Qing. A história se passa após o fim do "Margem da água" original, com Li Jun como protagonista. Conta como os heróis sobreviventes de Liangshan são forçados a se tornar foras da lei novamente devido à corrupção do governo. Quando o exército da dinastia Jin (liderada pelos jurchens) invadem a dinastia Song, os heróis se levantam para defender a nação contra os invasores. Eventualmente, os heróis decidem deixar a China para sempre e velejar para distantes terras. Além dos heróis de Liangshan remanescentes da novela original, Shuihu Houzhuan também introduz novos personagens como Hua Fengchun (花逢春) (filho de Hua Rong), Xu Sheng (徐晟) (filho de Xu Ning) e  Huyan Yu (呼延鈺) (filho de Huyan Zhuo). 
Dang Kou Zhi (蕩寇志), que pode ser traduzido como "O conto dos bandidos eliminantes", é uma novela escrita por Yu Wanchun (俞萬春) durante o reinado do imperador Daoguang, da dinastia Qing. Yu discordou quanto ao fato de os foras da lei de Liangshan serem leais e corretos heróis, e se determinou a pintá-los como cruéis assassinos em massa e destruidores. A novela, que começa com a Grande Assembleia dos 108 foras da lei no pântano Liangshan, conta como os foras da lei saquearam cidades antes de serem derrotados pelas forças governamentais lideradas por Zhang Shuye  (張叔夜) e seus tenentes Chen Xizhen (陳希真) e Yun Tianbiao (雲天彪).
O escritor da dinastia Qing Qian Cai entrelaçou as histórias de Yue Fei e dos foras da lei Lin Chong e Lu Junyi em "A história de Yue Fei" (1684). Ele afirmou que estes últimos haviam sido estudantes do professor do general, Zhou Tong. Entretanto, o crítico literário C. T. Hsia comentou que a conexão era puramente ficcional, criada pelo autor. O conto popular da era republicana "Esgrima sob a Lua", de Wang Shaotang, entrelaça ainda mais a história de Yue Fei com a dos foras da lei, adicionando Wu Song à lista de antigos estudantes de Zhou. O conto se passa no contexto da missão de Wu Song a Kaifeng, antes do assassinato de seu irmão. Zhou ensina, a Wu, o estilo de esgrima do dragão rolante durante sua permanência de um mês na cidade. Também é dito que Zhou é irmão de sangue de Lu Zhishen, e que possui a mesma alcunha do executor que virou fora da lei Cai Fu.
Donald Duk (1991), a novela de Frank Chin, contém muitas referências a "Margem da água". Song Jian e Li Kui aparecem em muitos sonhos do protagonista.
Eiji Yoshikawa escreveu Shin Suikoden (新水滸伝), que pode ser traduzido como "Novos contos de Margem da Água". 

### Histórias em quadrinhos
"Margem da água" é citado em vários mangás japoneses, como Hokuto no Ken, de Tetsuo Hara e Yoshiyuki Okamura, e Fūma no Kojirō, Otokozaka e Os Cavaleiros do Zodíaco, de Masami Kurumada. Nesses livros, personagens com as mesmas "estrelas do destino" dos personagens de "Margem da água" possuem grande destaque. A série Akaboshi, baseada em "Margem da água", foi publicada pela revista Weekly Shōnen Jump.
Uma série de manhua de Hong Kong baseada em "Margem da água" foi criada pelo artista Lee Chi Ching. Andy Seto criou 108 Fighters, também baseado em "Margem da água". 
Entre 1978 e 1988, o artista italiano Magnus publicou quatro atos do seu trabalho I Briganti, que reconta a história de "Margem da água" num cenário que mistura elementos chineses, ocidentais e de ficção científica (no estilo de Flash Gordon). Antes de sua morte em 1996, os quatro atos completos foram publicados num único volume pela editora Granata; dois atos adicionais foram planejados porém nunca foram lançados. 

### Cinema
A maioria das adaptações de "Margem da água" para o cinema foi produzida pelo Shaw Brothers Studio, de Hong Kong, e lançada nas décadas de 1970 e 1980. Entre elas, estãoː "Margem da água" (1972), dirigido por Chang Cheh e outros; "A espada vingadora de kung-fu" (1972), dirigido por Chang Cheh e estrelado por Ti Lung no papel de Wu Song; "Perseguição" (1972), dirigido por Kang Cheng e estrelado por Elliot Ngok no papel de Lin Chong; "Todos os homens são irmãos" (1975), a sequência de "Margem da água" (1972); "Wu Song" (1983), dirigido por Li Han-hsiang e estrelado por Ti Lung no papel de Wu Song.
Como exemplos de produções de outros estúdios, podem ser citadosː "Todos os homens são irmãosː sangue de leopardo", também conhecido como "Margem da águaː cores verdadeiras de heróis" (1992), que se centra na história de Lin Chong, Lu Zhishen e Gao Qiu, estrelando Tony Leung Ka-fai, Elvis Tsui e outros; "Noite problemática 16" (2002), uma comédia de terror de Hong Kong que parodia a história de Wu Song vingando seu irmão.

### Televisão
Séries de televisão diretamente baseadas em "Margem da água" incluemː "A margem da água" (1973), da Nippon TV, que foi filmada na China e depois lançada em outros países fora do Japão; "Foras da lei do pântano" (1983), que conquistou o prêmio "águia de ouro" da televisão chinesa; "A margem da água" (1998), da Televisão Central da China, produzido por Zhang Jizhong e apresentando coreografia de luta criada por Yuen Woo-ping; "Todos os homens são irmãos" (2011), dirigido por Kuk Kwok-leung e apresentando atores da China, Taiwan e Hong Kong.
Animações adaptadas a partir de "Margem da água" incluemː "Robô giganteː a animação" (1992), uma série de animês baseada na série de mangás de Mitsuteru Yokoyama; "Estrela fora da lei" (1998), outra série de desenhos com numerosas referências a "Margem da água"; Hero: 108 (2010), uma série de animação em flash produzida por várias companhias e exibida no canal Cartoon Network. Galaxy Divine Wind Jinraiger, um animê das séries J9 planejado para ser exibido em 2016, também citou "Margem da água" como sua inspiração.
A série de televisão de Hong Kong "Tons da verdade" (2004), produzida pela Television Broadcasts Limited, apresenta três personagens da novela que reencarnam na Hong Kong atual como um chefe da Tríade e dois policiais. 

### Jogos eletrônicos
Jogos eletrônicos baseados na novela incluem o "Suikoden" da Konami e o "Reis bandidos da China antiga" da Koei. Outros jogos com personagens baseados total ou parcialmente na novela incluemː Jade Empire, que apresenta o personagem "Turbilhão Negro", baseado em Li Kui; "Foras da lei da dinastia perdida", da Data East, também lançado sob os nomes Suiko Enbu e "Lenda Negra"; Shin Megami Tensei: Imagine. Existe também o jogo Shui Hu Feng Yun Zhuan, criado pelo Never Ending Soft Team e lançado pelo Kin Tec em 1996. Foi relançado para Mega Drive e em versão arcade pela Wah Lap em 1996. Uma versão em língua inglesa intitulada Water Margin: The Tales of Clouds and Winds foi lançada pelo Piko Interactive em 2015. 

### Música
Yan Poxi, uma ópera chinesa focada na história da concubina Yan Poxi, foi cantada pela companhia de Bai Yushuang na Xangai da década de 1930.
"À margem da água" (水滸後傳) (2007) é uma canção de reggae de Chan Xuan que conta a história de um fugitivo da prisão dos dias de hoje que vai até o pântano de Liangshan para se juntar aos foras da lei, mas descobre que eles estão ocupando cargos na burocracia do partido dominante atual.
"108 heróis" é uma ópera roque de Pequim dividida em três partes, exibidas originalmente em 2007, 2011 e 2014 respectivamente. Foi o resultado de um esforço colaborativo entre o Festival de Artes de Hong Kong, o Festival Internacional de Artes de Xangai, o Teatro das Lendas Contemporâneas de Taiwan e a Academia de Teatro de Xangai. O espetáculo combina os tradicionais canto, roupa, dança e artes marciais da ópera de Pequim, com música, roupas e danças contemporâneas.

### Outros
Personagens da história sempre aparecem em cartas chinesas de baralho, as quais são consideradas as ancestrais do baralho ocidental e do majongue. Essas cartas também são conhecidas como "cartas de margem da água" (水滸牌).
O jogo de cartas Yu-Gi-Oh! tem um arquétipo baseado nos 108 heróis chamado de Punho de Fogo (ou Estrela Flamejante).           